# Нижнезолотилово
Нижнезолотилово — деревня в Шенкурском районе Архангельской области России. Входит в состав Шеговарского сельского поселения.

## География
Деревня Нижнезолотилово расположена в 31 км на север от города Шенкурска, на левом берегу реки Вага, ниже устья реки Вайманьга. Севернее деревни течёт река Ледь, а северо-западнее проходит автодорога «Холмогоры». Выше по течению Ваги находится деревня Никифоровская, ниже — деревня Корбала, рядом с которой в 1977 году был открыт Корбальский могильник.
Часовой пояс
Нижнезолотилово, как и вся Архангельская область, находится в часовой зоне МСК (московское время). Смещение применяемого времени относительно UTC составляет +3:00.

## История
Во времена царской России деревня называлась Золотиловская. Именно это название можно найти в архивных документах ГААО. В одном из документом значится, что при деревне Золотиловской находится ямская станция.
В «Списке населённых мест Архангельской губернии к 1905 году» деревня Золотиловская (Нижняя) насчитывает 11 дворов, 42 мужчины и 48 женщин. В административном отношении деревня входила в состав Ямскогорского сельского общества Ямскогорской волости (образовалась 1 января 1889 года путём выделения из Предтеченской волости).
На 1 мая 1922 года в поселении был 21 двор (41 мужчина и 59 женщин).
До 1924 года деревня относилась к Ямскогорской волости Шенкурского уезда Архангельской губернии. В 1924 — 1926 годах в составе Ямскогорско-Верхоледской волости. В 1926 году Ямскогорский сельсовет вошёл в состав Шеговарской волости. С 1929 года — в составе Шенкурского района Няндомского округа Северного края. С 1936 года — в составе Северной области, с 1937 года — в составе Архангельской области. В 2006 — 2012 годах деревня входила в состав муниципального образования «Ямскогорское». С 2012 года — в составе МО «Шеговарское».

## Население
| 2002 | 2010 | 2012 |
| ---- | ---- | ---- |
| 4    | ↗11  | ↘9   |

Численность населения деревни, по данным Всероссийской переписи населения 2010 года, составляла 11 человек. В 2009 году числилось 8 человек, в том числе — 5 пенсионеров.

### Карты
- Топографическая карта P-37-13_14.
- Нижнезолотилово на карте Wikimapia
- Нижнезолотилово. Публичная кадастровая карта